# Piotr Gaca
Piotr Gaca (ur. 1927 w Przystałowicach Małych, zm. 13 stycznia 2017 w Warszawie) – polski muzyk ludowy.

## Życiorys
W wieku 12 lat rozpoczął naukę gry na skrzypcach u swojego szwagra Franciszka Pańczaka z Bąkowa, a następnie Jan Bogusza z Kamiennej Woli z którym następnie po raz pierwszy występował na weselach. W 1944 debiutował w charakterze lidera kapeli na weselu w Rusinowie i już po II wojnie światowej stał się rozpoznawalnym w regionie skrzypkiem. Występował między innymi z harmonistą Mieczysławem Gwiazdą z Ligęzowa, a także wraz ze swoimi braćmi Władysławem i Janem, z którymi tworzył cieszącą się znacznym uznaniem Kapelę Gaców. Po śmierci Władysława Gacy w 1971 występował również ze swoim synem Stanisławem z którym po raz ostatni wystąpił na weselu w 1993 (wesele muzykanta Józefa Papisa).
Nagrania jego muzyki znajdują się między innymi w archiwach Instytutu Sztuki PAN, Polskiego Radia oraz etnografa Andrzeja Bieńkowskiego i Stowarzyszenia "Dom Tańca" w Warszawie. W 2012 nakładem Wydawnictwa Muzyka Odnaleziona ukazała się książeczka i dwie płyty poświęcone kapeli braci Gaców pt. „3 x Gace”. W 2013 za swoją działalność na rzecz kultywowania tradycji muzycznych regionu radomskiego Piotr Gaca został uhonorowany nagrodą Ministra Kultury i Dziedzictwa Narodowego. Był również laureatem Nagrody im. Oskara Kolberga.